# Carl Conrad Dahlberg

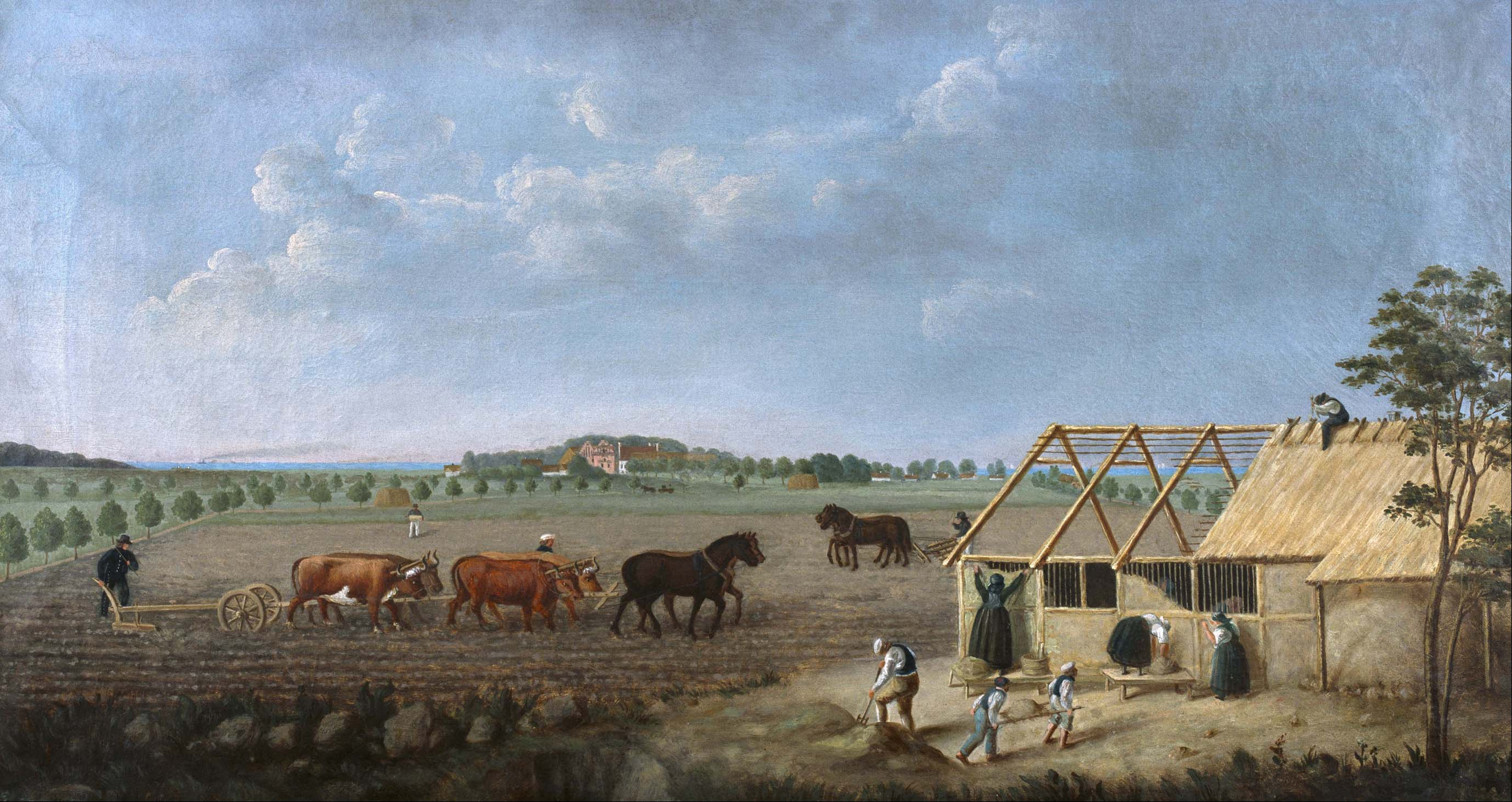
Motiv från Östra Vemmenhög 1866.

Carl Conrad Dahlberg, född 16 februari 1805 i Malmö, död 5 februari 1870 i Stockholm, var en svensk konstnär.
Han är son till sockerbagaren Johan Anders Dahlberg och Christina Becker, gift från 1831 med Ulrika Sofia Nyman. Efter hustruns död 1848 flyttade han till Ystad, sina sista år var han verksam i Stockholm.
Dahlberg studerade vid Konstakademin i Stockholm där han tilldelades ett par belöningsmedaljer. Han erhöll burskap som dekorationsmålare i Malmö 1831.
Sommaren 1848 visade han vid offentliga tillställningar i Malmö laterna magica bilder där han visade en rad porträtt av svenska kungar, populära krigshjältar och bilder ur vardagslivet som han målat på små glasskivor.
Hans konst består av porträtt, landskap och genremålningar i olja och pastell. Förutom konst arbetade han även med tillverkning av leksaker i papier-maché, portföljer, syskrin och etuier i papp. Tillsammans med Carl Johan Hopp färdigställde han landskapsklockor med rörliga figurer, där Dahlberg svarade för dekoreringen. Han var en omtyckt Bellmansångare och gav lektioner i både måleri och musik.
Bland hans offentliga arbeten märks dörröverstycken skildrande de fyra årstiderna på Dybecks säteri.
Dahlberg är representerad vid Malmö konstmuseum och Ystads konstmuseum.
Delar av hans konst visades i utställningen Naivt och folkligt på Konstnärshuset i Stockholm 1946.